# Zbychowo
Zbychowo (dodatkowa nazwa w j. kaszub. Zbichòwò; niem. Sbichau, następnie Weihersfelde) – wieś kaszubska w Polsce położona w województwie pomorskim, w powiecie wejherowskim, w gminie Wejherowo. Leży na obszarze leśnym Trójmiejskiego Parku Krajobrazowego. W kierunku północno-zachodnim od Zbychowa znajduje się Jezioro Wyspowo.
Wieś jest siedzibą sołectwa Zbychowo w którego skład wchodzi również osada Wyspowo.
Najstarsza pewna wzmianka o Zbychowie pochodzi z początków XIII wieku. Wieś pod ówczesną nazwą Zbicowo należała do Norbertanek z Żukowa, które pobierały od wsi dziesięcinę. W XV wieku wieś uniezależniła się od klasztoru żukowskiego.
Wieś należała kolejno do rodzin szlacheckich Pianta-Ustarbowskich, Jankowskich, Wejherów, Ustarbowskich i Przebendowskich.
Wieś szlachecka położona była w II połowie XVI wieku w powiecie puckim województwa pomorskiego. W latach 1975–1998 miejscowość administracyjnie należała do województwa gdańskiego.
Podczas zaboru pruskiego wieś nosiła nazwę niemiecką Sbichau. Podczas okupacji niemieckiej nazwa Sbichau w 1942 została przez nazistowskich propagandystów niemieckich (w ramach szerokiej akcji odkaszubiania i odpolszczania nazw niemieckiego lebensraumu) zweryfikowana jako zbyt kaszubska i przemianowana na nowo wymyśloną i bardziej niemiecką – Weihersfelde.
Ludność miejscowości w latach:
- 2006 – 489 mieszkańców
- 2012 – 647 mieszkańców
- 2014 – 677 mieszkańców
- 2016 – 699 mieszkańców
- 2022 – 832 mieszkańców[10]